# Babette Kuschel
Babette Kuschel (* 1965 in Bad Saarow-Pieskow) ist eine deutsche Schauspielerin.

## Leben
Babette Kuschel besuchte die Schule in Berlin und absolvierte eine Ausbildung zur  Facharbeiterin für EDV. Von 1984 bis 1988 studierte sie an der Hochschule für Schauspielkunst „Ernst Busch“ Berlin. Seit 1988 ist sie am Theater Junge Generation (TJG) in Dresden engagiert.
2005 wurde sie mit dem Förderpreis des TJG ausgezeichnet.
Kuschel lebt in Dresden-Neustadt und hat einen Sohn.

## Rollen (Auswahl)
- Titelrolle in „Medea“ von Euripides
- Anita in „West Side Story“
- Frida Kahlo in „Allegria“
- Titelrolle in „Antigone“
- Katharina in „Der Widerspenstigen Zähmung“

## Filmografie (Auswahl)
- 2004: Der Dolch des Batu Khan, Regie: Günter Meyer